# Cerkev sv. Maksimilijana, Celje
Cerkev sv. Maksimilijana je rimskokatoliška cerkev v Celju. Stoji nasproti nove avtobusne postaje ob Mariborski cesti. Zgradili so jo proti koncu 15. stoletja in jo posvetili škofu Maksimilijanu, ki so ga Rimljani leta 284 po nalogu rimskega sodnika Eulazija (Eulasius), ki je deloval tu kot namestnik cesarja Numerijana (tyrannus, iudex), obglavili. Eulazij je silil kristjane, naj darujejo Martu, bogu boja. Maksimilijan je odšel k njemu in mu očital, da ne ravna prav. Namestnik ga je postavil pred odločitev, naj tudi sam daruje Martu ali pa bo obsojen na smrt. Maksimilijan se je odločil za drugo. Njegovo truplo so na skrivaj pokopali na mestu, kjer danes stoji cerkev. Sveti Rupert ga je 350 let kasneje dal prenesti v Bischofshofen na Solnograško. 
Maksimilijanova kri naj bi padla na mesto, kjer je zdaj »studenec obglavljenja svetega Maksimilijana« (ions decollationis sancti Maximiliani), nad katerim je sezidana majhna kapelica. Cerkev na tem mestu naj bi zgradil sveti Rupert leta 698, dejansko pa so jo zgradili v času grofov Celjskih. Legenda o svetem Maksimilijanu izhaja iz 13. stoletja. Sestavil jo je morda neki passauvski kanonik, ko je tamkajšnji škof Bernard obudil čaščenje tega svetnika. Nezanesljivi zapiski o njegovem mučeništvu izhajajo iz leta 1291.
Med letoma 1540 in 1547 je bil nekaj časa v njej beneficiat in kasneje kaplan Primož Trubar. Ob cerkvi je tudi njegov bronasti spomenik, delo kiparja Borisa Kalina. Beneficij je Trubarju, ki sicer ni živel v Celju, priskrbel tržaški škof Bonomo.
Blizu cerkve sta nekoč stali, na južnem delu, cerkev sv, Andreja in severneje prek Koprivnice cerkev sv. Duha. Pri njej je Celjski grof Friderik I. ustanovil špital. Cerkev so porušili leta 1962 ob urejanju okolice hotela Celeia. Nekdaj je bilo okrog nje pokopališče.